# Gabriel Grieco
Gabriel Grieco (Buenos Aires, 25 de mayo de 1980) 25 de maig de 1980) és un director de cinema, guionista i productor argentí. Un dels directors més innovadors del cinema local que es destaca per freqüentar el gènere Thriller i el suspens incursionando en temàtiques ecològiques i/o socials; el que li ha atorgat l'original títol de "Thriller Ambientalista" o "Terror Vegà" a alguns dels seus films. És conegut per les seves pel·lícules: Naturaleza muerta, Hipersomnia, Respira, Existir, Maria (en post-produccio) i Lágrimas de Fuego (en producció).

## Biografia
Va debutar en cinema amb la seva òpera prima Naturaleza muerta, estrenada al Festival Internacional de Cinema de Canes al maig de 2014 (secció Gal·les de Mitjanit) i va competir en més de 10 festivals internacionals, entre ells el Festival de Cinema de Sitges, el Fantastic Fest d'Austin i el mercat llatí Ventana Sur on va obtenir tres premis a millor pel·lícula. .
La seva segona pel·lícula, Hipersomnia, fou estrenada el novembre de 2016 al 31è Festival Internacional de Cinema de Mar del Plata on va obtenir el premi a Millor Pel·lícula de la Secció "hora zero".
La seva tercera pel·lícula Respira va tenir el seu premier mundial al juliol de 2019 en el 23è Festival Internacional de Cinema de Bucheon. La seva quarta pel·lícula va ser Existir que el seu Work in progress es va projectar per primera vegada en la competència oficial WIP del Festival Internacional de Mar del Plata i del BIFFF Market de Brussel·les. També va participar al Buenos Aires Rojo Sangre.
El 2024 va dirigir Maria (2024), juntament al director Nicanor Loreti.
Va ser el realitzador dels videoclips més reeixits del grup  Airbag com Cae el sol, Bajos Instintos i Sonidos criminales, que va guanyar el premi al Millor vídeo 2015 a "QuieroTv" i "StereoMusica".
Va ser el conductor del programa de televisió Soundtrack emès per la cadena de televisió argentina Canal CM, el programa mostra el backstage de pel·lícules i videoclips des de la visió d'un director. Els especials sobre Michael Jackson, Queen, Rolling Stones, Gustavo Cerati, Miranda!, Airbag i Beatles, fvan ser alguns dels capítols més reeixits del cicle en 2013-2017.
S'ha exercit com a actor de repartiment en alguns dels seus films i curtmetratges. També va protagonitzar videoclips com Silbando una ilusión d’El Bordo, Mares lejanos de Fernando Blanco de Super Ratones i La Mona Lisa d’ Aerosol.

## Premis
| Any  | Premi                                                                              | Lloc                                                                       | Pel·lícula                    |
| ---- | ---------------------------------------------------------------------------------- | -------------------------------------------------------------------------- | ----------------------------- |
| 2024 | Premi al millor director, millor editor i menció honorífica a la millor pel·lícula | Perú (Trujillo) - Festival de cinema Descobert                             | María                         |
| 2023 | Premi al millor director/productor per la seva contribució al cinema fantàstic     | Brasil - 15th CineFantasy                                                  | Maria                         |
| 2023 | Premi FANTLATAM a la Millor Pel·lícula de la regió                                 | Argentina - 24è Festival Buenos Aires Rojo Sangre - BARS                   | Maria                         |
| 2023 | Millor pel·lícula en estat de Work In Progress                                     | Ventana Sur - Blood Window Award                                           | Maria                         |
| 2023 | Millor Pel·lícula que rendeix tribut al cinema de ciència-ficció                   | Uruguai - 8th Nox Film Fest                                                | Existir                       |
| 2020 | Reconeixement: A la Contribució Artística al Cinema de Gènere Llatinoamericà       | Perú - 3rInsolito International film Festival                              | Respira                       |
| 2019 | Premi a la Millor Fotografia (Diego Poleri)                                        | Argentina - 20è Buenos Aires Rojo Sangre                                   | Respira                       |
| 2018 | Millor Director / Best Director                                                    | Perú - Insolito International film Festival                                | Hipersòmnia                   |
| 2017 | Millor Director / Best Director                                                    | Brasil - 13th Fantaspoa International film Festival                        | Hipersòmnia                   |
| 2017 | Millor Director / Best Director                                                    | Índia / Delhi - 4th Noida International Film Fest                          | Hipersomnia                   |
| 2016 | Millor Pel·lícula / Best Film "Hora Zero"                                          | 31 Festival Internacional de Cinema de Mar del Plata                       | Hipersomnia                   |
| 2015 | Millor Director / Best Director                                                    | Revista de Cinema Fantàstic                                                | Naturaleza muerta             |
| 2014 | Millor Pel·lícula / Best Film                                                      | Ventana Sur Market - Bwip x (Festival de Cannes´s Marchée Du Film & INCAA) | Naturaleza muerta             |
| 2015 | Millor Director Videoclip / Best Director MusicVideo                               | Canal Quiero TV                                                            | Banda: Airbag                 |
| 2015 | Millor Videoclip / Best Music Vídeo                                                | Premis EnStereo Música                                                     | Videoclip: Sonidos Criminales |
| 2006 | Esment a la Realització                                                            | Buenos Aires Rojo Sangre                                                   | Curtmetratge: Griscelda.      |
| 2006 | Millor Director Curtmetratge / Best Short Film Director                            | Festival de Cinema de Tapiales                                             | Curtmetratge: "O"             |

## Filmografia
Director (llargmetratges)
- Lagrimas de Fuego (en producció)[3]
- Maria (2024)
- Existir  (2022)
- Respira (2020)
- Hipersomnia (2017)
- Naturaleza muerta (2015)

Guionista (llargmetratges)
- Existir  (2022)
- Respira (2020)
- Hipersomnia (2017)
- Naturaleza muerta (2015)

Actor
- Lagrimas de Fuego...Mario  (en producció)
- Maria...Dario Georges  (2024)
- Existir...Lautaro  (2022)
- Hipersomnia...Cameo en teatro (2016)
- Naturaleza muerta...Policía (2015)
- Airbag, Sonidos Criminales (Music Video)...Raptor (2015)
- Ricardo Becher: Recta final...el mismo (2010)
- Vilma Palma e Vampiros, Estar con vos (Music Video)...Coprotagonista (2010)
- Fernando Blanco, Mares Lejanos (Music Video)...Protagonista (2010)
- Attaque 77, Chance (Music Video)...Xicot de Mercedes Oviedo (2006)
- El gauchito Gil: La sangre inocente...Gabriel (2006)
- Jovenes Pordioseros, asesina (Music Video)...Protagonista (2006)
- El Bordo, Silbando una ilusion (Music Video)...Protagonista (2004)
- Attack of the Killer Hog (video, 2003)
- O (cortometraje, 2002)
- Plaga zombie: Zona mutante...Richard Gecko (2001)
- Plaga Zombie...Richard Gecko (1997)